# Eckhart Tolle
Eckhart Tolle, původním jménem Ulrich Leonard Tolle (* 16. února 1948 Lünen), je německý duchovní učitel a autor motivační literatury.

## Život a činnost
V Německu strávil prvních třináct let života. Po ukončení studia na Londýnské univerzitě odešel do Cambridge, kde pracoval jako badatel a odborný asistent. Když mu bylo devětadvacet let, radikálně změnil směr svého života.
Posledních deset let[ujasnit] je poradcem a duchovním učitelem pracujícím s jednotlivci i malými skupinami v Evropě a Severní Americe. Od roku 1996 žije ve Vancouveru v kanadské provincii Britská Kolumbie. Jeho prvotina Moc přítomného okamžiku (1997) se stala bestsellerem a byla přeložena do 33 jazyků.